# Atopodontus adriaensi
Atopodontus adriaensi е вид лъчеперка от семейство Mochokidae.

## Разпространение
Видът е разпространен в Габон.

## Описание
На дължина достигат до 10 cm.